# Tipula (Eumicrotipula) riveti
Tipula (Eumicrotipula) riveti is een tweevleugelige uit de familie langpootmuggen (Tipulidae). De soort komt voor in het Neotropisch gebied.